# سیارک ۱۰۵۶۱
سیارک ۱۰۵۶۱ (به انگلیسی: 10561 Shimizumasahiro، نامگذاری:1993TE2) ده هزار و پانصد و شصت و یکمین سیارک کشف شده‌است که در ۱۵ اکتبر ۱۹۹۳ کشف شد.
قدر مطلق سیارک برابر ۳۵٫۴ است.